# Villamblain
Villamblain és un municipi francès, situat al departament del Loiret i a la regió de Centre – Vall del Loira. L'any 2007 tenia 271 habitants.

## Demografia

### Població
El 2007 la població de fet de Villamblain era de 271 persones. Hi havia 104 famílies, de les quals 28 eren unipersonals (16 homes vivint sols i 12 dones vivint soles), 24 parelles sense fills, 44 parelles amb fills i 8 famílies monoparentals amb fills.
La població ha evolucionat segons el següent gràfic:
Habitants censats

### Habitatges
El 2007 hi havia 148 habitatges, 107 eren l'habitatge principal de la família, 25 eren segones residències i 16 estaven desocupats. Tots els 142 habitatges eren cases. Dels 107 habitatges principals, 94 estaven ocupats pels seus propietaris, 12 estaven llogats i ocupats pels llogaters i 1 estava cedit a títol gratuït; 1 tenia una cambra, 6 en tenien dues, 12 en tenien tres, 22 en tenien quatre i 66 en tenien cinc o més. 96 habitatges disposaven pel capbaix d'una plaça de pàrquing. A 51 habitatges hi havia un automòbil i a 52 n'hi havia dos o més.

### Piràmide de població
La piràmide de població per edats i sexe el 2009 era:
| Homes | Edats   | Dones |
| ----- | ------- | ----- |
| 0     | 95 o +  | 0     |
| 1     | 90 a 94 | 2     |
| 0     | 85 a 89 | 3     |
| 1     | 80 a 84 | 4     |
| 4     | 75 a 79 | 5     |
| 5     | 70 a 74 | 1     |
| 6     | 65 a 69 | 10    |
| 7     | 60 a 64 | 3     |
| 9     | 55 a 59 | 7     |
| 12    | 50 a 54 | 9     |
| 6     | 45 a 49 | 8     |
| 7     | 40 a 44 | 3     |
| 10    | 35 a 39 | 12    |
| 9     | 30 a 34 | 3     |
| 6     | 25 a 29 | 4     |
| 4     | 20 a 24 | 2     |
| 7     | 15 a 19 | 8     |
| 5     | 10 a 14 | 11    |
| 6     | 5 a 9   | 5     |
| 7     | 0 a 4   | 1     |

## Economia
El 2007 la població en edat de treballar era de 171 persones, 141 eren actives i 30 eren inactives. De les 141 persones actives 131 estaven ocupades (70 homes i 61 dones) i 10 estaven aturades (6 homes i 4 dones). De les 30 persones inactives 16 estaven jubilades, 7 estaven estudiant i 7 estaven classificades com a «altres inactius».

### Ingressos
El 2009 a Villamblain hi havia 114 unitats fiscals que integraven 287 persones, la mediana anual d'ingressos fiscals per persona era de 21.300 €.

### Activitats econòmiques
Dels 7 establiments que hi havia el 2007, 1 era d'una empresa de fabricació d'altres productes industrials, 2 d'empreses de construcció, 1 d'una empresa de comerç i reparació d'automòbils, 1 d'una empresa financera i 2 d'empreses classificades com a «altres activitats de serveis».
Dels 3 establiments de servei als particulars que hi havia el 2009, 1 era un guixaire pintor, 1 fusteria i 1 perruqueria.
L'any 2000 a Villamblain hi havia 27 explotacions agrícoles que ocupaven un total de 2.436 hectàrees.

## Poblacions més properes
El següent diagrama mostra les poblacions més properes.